# Nationaal Museum (Bangkok)

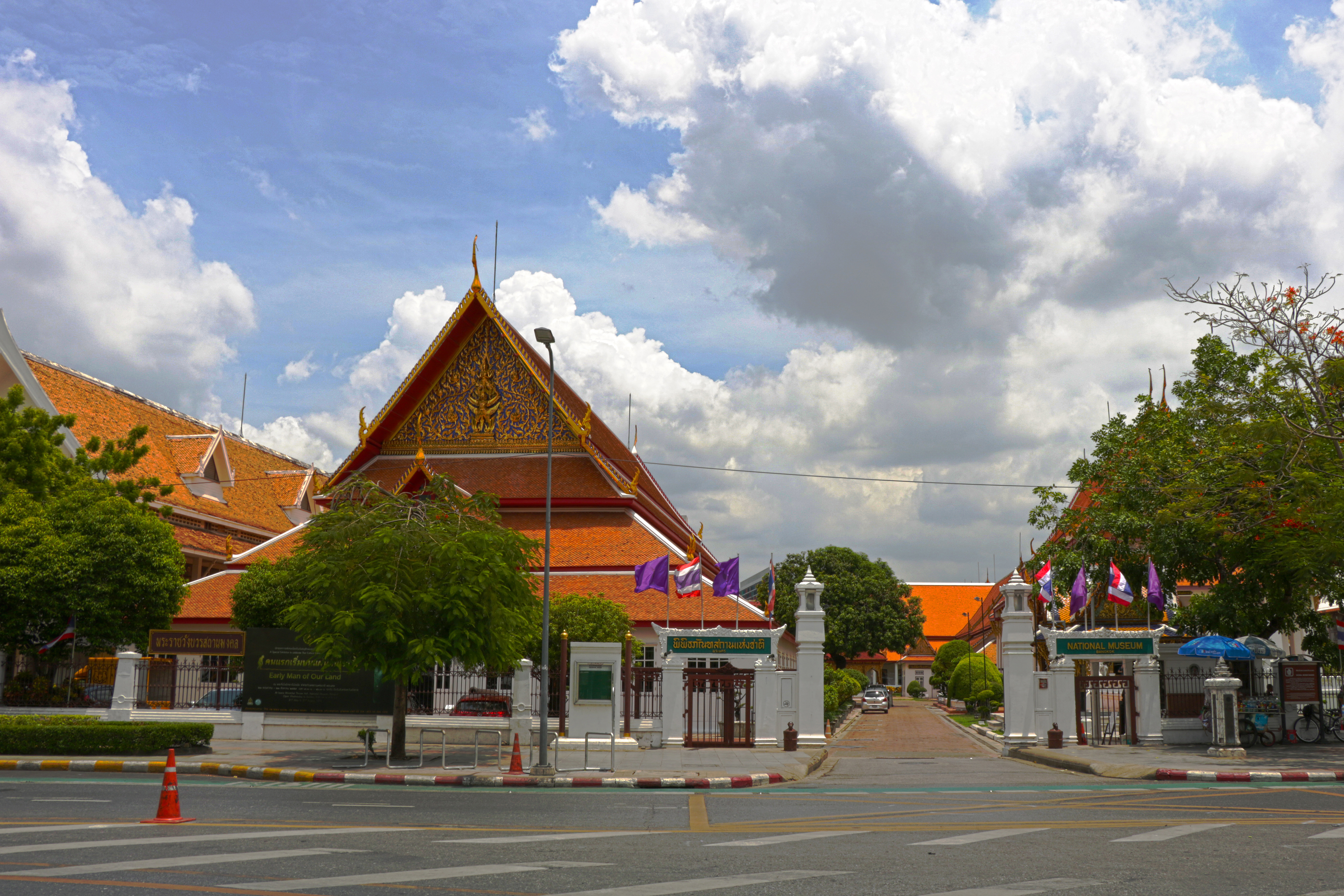
Nationaal Museum Bangkok

Het Nationaal Museum is een museum in Bangkok in Thailand.

## Collectie
Het museum bevat een van de grootste collecties van Zuidoost-Azië. Het museum heeft twee mooie gebouwen de Buddhaisawan-kapel  (1787) en het Wang Na-paleis (18de eeuw). Het heeft diverse paviljoens.
Enkele hoogtepunten zijn:
- Buddhaisawan-kapel met schilderijen uit de Rattanakosin periode
- Koninklijke begrafeniskoetsen
- Dvaravati Wiel der Wet (8ste eeuw)
- Sukhothai boeddhabeeld, bronzen beeld uit de 14de eeuw
- Phra Buddha Sing